# Me cuesta tanto olvidarte (canción)
«Me cuesta tanto olvidarte» es una canción compuesta íntegramente y producida por José María Cano para el grupo español de música pop Mecano y fue el tercer sencillo sacado del álbum Entre el cielo y el suelo (1986), amén de ser también una de las canciones más emblemáticas del grupo durante la segunda etapa de su discografía. Del primer verso de esta canción sale el título del álbum en donde viene incluida. Fue estrenada el 1 de diciembre de 1986 en España, en Hispanoamérica se estrenó los dos primeros meses de 1987.

## Estructura de la canción
"Me cuesta tanto olvidarte" tiene una estructura interna muy peculiar en lo referente a cómo se fueron armando los párrafos de la letra que la componen: No tiene la típica arquitectura que por lo general encontramos en una canción del tipo balada-pop, es decir, carece de esa alternancia entre las estrofas de versos y las estrofas de estribillo que sí podemos observar en la mayoría de las canciones modernas. Este tema musical está formado por cuatro estrofas en total de las cuales las tres primeras que encontramos son estrofas de versos o lo que es lo mismo, estrofas de letra no-repetitiva.
La cuarta y última estrofa viene a ser lo que se llama estrofa-estribillo que en el caso de esta canción de Mecano en particular, solamente se canta en "Bis" (2 veces) pero con un puente musical en piano intercalado entre cada repetición. 
Vale decir que esta forma de componer canciones, con el estribillo ubicado el final del tema y repetido en "Bis", no es muy común de ver en el mundo de la composición musical moderna, es un recurso más bien poco usado. Otras canciones que poseen una estructura idéntica a la de esta canción son—por ejemplo—el tema titulado "Blanco y negro" de la cantante brasilero-venezolana Elisa Rego y, "El tiempo no pasa en vano" de Delia por nombrar sólo dos casos.
El tema es de la autoría de José María Cano y se enmarca como balada acústica que cuenta con una producción musical muy sencilla en comparación con otros temas escritos por el mismo José María de este mismo álbum, ya que solo se utilizó un piano acústico acompañado de teclados simulando violines—en el papel del bajo— todo esto junto a la vocalización en crudo de Ana Torroja, la cual realiza una de las mejores interpretaciones de todo el álbum, demostrando así el control que tiene sobre su voz, y para muestra un botón, al minuto 1:07 de haber comenzado la canción realiza un vibrato ejecutado de forma impecable al cantar la frase "Quince mil encantos"; técnica que por demás está decirlo es muy difícil de realizar correctamente.
La balada contrasta con gran parte del repertorio del grupo español dejando (por así decirlo) a un lado el pop acostumbrado e inclinándose más a una balada rock tanto por su composición como por su letra y arreglos.
Vale la pena mencionar, y esto como dato curioso, que en casi todos los álbumes que el grupo ha publicado, por parte de José María, siempre ha habido en el repertorio del disco, la presencia de por lo menos una canción de corte minimalista, es decir, una canción en cuya estructura interna, se reduce al mínimo en lo referente al uso de instrumentos musicales a sólo lo esencial, así como también, el uso de la voz de Ana Torroja sin el apoyo de las voces de acompañamiento que se escuchan en segundo plano... el cual ha sido un recurso musical que ha caracterizado la forma de componer de Los hermanos Cano, especialmente las canciones de Nacho. Canciones como "Solo soy una persona", "Un poco loco", "Quédate en Madrid", "Sentía" y, "Otro muerto", son ejemplos muy claros de este tipo de composiciones.
Esta canción fue adaptada y grabada en su momento al idioma italiano, bajo el título de "Mi costa tanto scordarti", para ser incluida en el álbum "Figlio della Luna", pero inexplicablemente no figuró dentro del disco... En Internet hay grabaciones de esta versión italiana. Por comentarios hechos por la misma Ana Torroja, se sabe que esta canción fue grabada en francés en 1998 para ser incluida en el álbum-sencillo "Ana José Nacho", pero a último momento quedó descartada del mismo.

## Portada del sencillo
La carátula de este sencillo es una de las tantas fotos que se tomaron de la sesión fotográfica para "Entre el cielo y el suelo". Está diseñada en la misma estética en la que se publicaron los sencillos anteriores... De nuevo, foto en tricromía en tonos blancos, negros y azules en donde se puede ver un close-up de José María Cano, con los ojos cerrados y en una pose con los brazos flexionados y puestos detrás de su cabeza, a la altura de la nuca. Abarcando toda la parte superior de la portada encontramos la palabra "Mecano" escrita en letras minúsculas en color blanco y bajo ella, casi todo en minúsculas (excepto la letra inicial) y en negro, el título de la canción.

## Lista de canciones

### Sencillo de vinilo (7")

#### Lado A
- «Me cuesta tanto olvidarte» (2:56) (J.M. Cano).

#### Lado B
- «Ángel» (4:28) (I. Cano).

## Versiones de otros artistas
- «Me cuesta tanto olvidarte», versión de la cantante María Rosa Yorio, álbum "Rodillas" (© 1987).
- «Me cuesta tanto olvidarte», versión salsa de la banda Compañía Limitada, álbum "Compañía Limitada" (© 1993).
- «Me cuesta tanto olvidarte», versión a dúo de las participantes en Operación Triunfo Mai Meneses y Elena Gadel, álbum "Gala 1" (© 2002).
- «Me cuesta tanto olvidarte», versión-electrónica de la cantante mexicana Fey, álbum "La fuerza del destino" (© 2004).
- «Me cuesta tanto olvidarte», de la agrupación mexicana Pandora, del álbum "Por eso... gracias" (© 2004).
- «Me cuesta tanto olvidarte», de Siwel, incluida en el álbum doble "En tu fiesta me colé" (© 2004).
- «Me cuesta tanto olvidarte», versión pop de la banda mexicana Byte, álbum "Byte" (© 2005).
- «Me cuesta tanto olvidarte», versión instrumental del pianista Arthur Hanlon, del álbum "Mecanomanía" (© 2006).
- «Me cuesta tanto olvidarte», versión chill out de Thelma le Blanc, incluida en el disco homenaje a Mecano La fuerza del chill out, del 2008.
- «Me cuesta tanto olvidarte», por Tommy Torres, incluida en el disco  Estar de moda, no está de moda, del 2009.
- «Me cuesta tanto olvidarte», versión del cantante español Álex Ubago, incluida en la reedición de su álbum Calle ilusión, publicado el 26 de octubre de 2009.
- «Me cuesta tanto olvidarte», versión de la actriz y cantante cubana Raquel Olmedo, incluida en su disco Con el alma en cueros,  del 2009.
- «Me cuesta tanto olvidarte», del cantante mexicano Mijares, incluida en su álbum Vivir así, Vol. II, publicado en 2010.
- «Me cuesta tanto olvidarte», versión bailable del grupo Mecandance, editada en 2010 en el álbum homónimo.
- «Me cuesta tanto olvidarte», versión en directo de la cantante Amaia Montero en el programa "Tributo a Mecano" transmitido por TVE.
- «Me cuesta tanto olvidarte», versión de India Martínez (artista), editada en "Otras verdades", álbum de 2012.
- «Me cuesta tanto olvidarte», versión de Regina Orozco, álbum "Canciones pa' lavar trastes" de 2015.
- «Me cuesta tanto olvidarte», versión de Los Ángeles Azules y Ana Torroja, álbum de los Ángeles Azules "De Iztapalapa para el Mundo" de 2018.
- «Me cuesta tanto olvidarte», versión de José Riaza y Lu Miranda, álbum de José Riaza "Cleptomanías I" de 2020.
- «Me cuesta tanto olvidarte», versión de Mariona Escoda, participante del programa de televisión de TV3, Eufòria (2022), Gala 6.
- «Me cuesta tanto olvidarte», versión de Antonio Vega.

- Datos: Q6008037

## Posicionamiento en listas
| País (1987-1988)            | Mejor posición |
| --------------------------- | -------------- |
| Bolivia (UPI)               | 6              |
| Chile (UPI)                 | 2              |
| Colombia (UPI)              | 6              |
| España (Los 40 Principales) | 1              |
| Uruguay (UPI)               | 1              |